# شون تريسي (لاعب كريكت)
شون تريسي (7 يونيو 1963 - ) (بالإنجليزية: Sean Tracy)‏ هو لاعب كريكت نيوزلندي.

## وصلات خارجية
- شون تريسي على موقع إي آس بي آن كريك إنفو (الإنجليزية)